# Лефоре (кантон)
Лефоре (фр. Leforest) — упраздненный кантон во Франции,  регион Нор-Па-де-Кале, департамент Па-де-Кале. Входил в состав округа Ланс.
В состав кантона входили коммуны (население по данным Национального института статистики за 2009 г.):
- Дурж (5 609 чел.)
- Курсель-ле-Лан (5 906 чел.)
- Лефоре (7 197 чел.)
- Эвен-Мальмезон (4 530 чел.)

## Экономика
Структура занятости населения:
- сельское хозяйство — 0,1 %
- промышленность — 10,4 %
- строительство — 15,1 %
- торговля, транспорт и сфера услуг — 43,2 %
- государственные и муниципальные службы — 31,2 %

## Политика
На президентских выборах 2012 г. жители кантона отдали в 1-м туре Марин Ле Пен 31,5 % голосов против 29,8 % у Франсуа Олланда и 15,6 % у Николя Саркози, во 2-м туре в кантоне победил Олланд, получивший 60,4 % голосов (2007 г. 1 тур: Сеголен Руаяль — 27,9 %; Саркози — 22,7 %. 2 тур: Руаяль — 54,8 %). На выборах в Национальное собрание в 2012 г. по 11-му избирательному округу департамента Па-де-Кале они в 1-м туре отдали большинство голосов — 41,4 % — лидеру Национального фронта Марин Ле Пен, но во 2-м туре в кантоне победил кандидат Социалистической партии Филипп Кемель, набравший 50,5 % голосов. (2007 г. 14-й округ. Альбер Факон (СП): 1 тур — 29,3 %, 2 тур — 56,1 %). На региональных выборах 2010 года в 1-м туре победил список социалистов, собравший 36,3 % голосов против 28,0 % у Национального фронта, 10,2 % у коммунистов и 8,1 % у списка «правых». Во 2-м туре единый «левый список» с участием социалистов, коммунистов и «зелёных» во главе с Президентом регионального совета Нор-Па-де-Кале Даниэлем Першероном получил 55,1 % голосов, Национальный фронт Марин Ле Пен занял второе место с 33,8 %, а «правый» список во главе с сенатором Валери Летар с 11,1 % финишировал третьим.
|  | Кандидат     | Партия                                 | % голосов |
|  | ------------ | -------------------------------------- | --------- |
|  | Сабин ван Эг | Республиканское и гражданское движение | 52,47     |
|  | Амеде Желле  | Правые партии                          | 47,53     |